# Yvonne Yma
Yvonne Yma, född Yvonne Adrienne Petit 5 mars 1887 i Paris, död 11 februari 1959 i samma stad var en fransk skådespelerska.

## Roller i urval
- 1935 – Hertigen önskar nattkvarter
- 1937 – Hon måste ljuga
- 1946 – Hotellvärdinnanl
- 1947 – Allt för Madeleine
- 1949 – Möte i julinatt
- 1950 – Hamnkrog
- 1952 – Fest i Paris
- 1952 – Mina De Vanghel
- 1952 – Möte under stjärnorna
- 1959 – Stackars små kvinnor